# Gyulay Ferenc (statisztikus)
Gyulay Ferenc (Budapest, 1918. november 5. – 1995. április 6.), magyar jogász, statisztikus, a Statisztikai Szemle főszerkesztője.

## Életpályája
Érettségijét az egykori Érseki Katolikus Gimnáziumban tette le, majd a Pázmány Péter Tudományegyetem Jog- és Államtudományi Karán kitűnő eredménnyel 1941-ben doktorrá avatták. 1940 áprilisában a Központi Statisztikai Hivatal segédfogalmazójává nevezték ki. Először a Népszámlálási, majd az Igazgatási és az Elnöki osztályon dolgozott. Itt került először kapcsolatba a Statisztikai Szemlével. Szakmailag legtöbbet Thirring Lajos statisztikus-demográfustól tanult. Szakmai pályafutását megakadályozta, hogy 1942–1947 között katonai szolgálatot teljesített és 1947-ben hadirokkantként került haza az orosz hadifogságból. Az orosz nyelvet megtanulta és későbbi munkájában jól hasznosította. Távollétében B-listázták. Sikerült elérnie, hogy a B-listás határozatot megsemmisítsék és mint fordító a Központi Statisztikai Hivatal Pénzügyi, majd Tájékoztatási főosztályán dolgozhatott. Később a fordító csoport vezetőjének nevezték ki. 1951-ben létrehozták a Statisztikai Kiadó Vállalatot, ahol a Statisztikai Szemle szerkesztési feladataival bízták meg. 1959-ben létrehozták a KSH Nemzetközi Kapcsolatok Önálló osztályán belül a Statisztikai Szemle Szerkesztőségét. Először csoportvezetőként, majd 1967-től felelős szerkesztőként szerkesztette a Statisztikai Szemlét. 1970-ben a felelős szerkesztői megbízatása mellett kinevezték a Költségvetési főosztály vezetőjének, majd 1974-ben a főosztályvezető helyettesének. Itt jelentős munkát végzett az akkori új statisztikai törvény (1973. évi V. tv.) tervezetének és a Központi Statisztikai Hivatal Szervezeti és Működési Szabályzatának kidolgozásában. 1978-ban a statisztikai főtanácsos címet kapta meg és romló egészségi állapota miatt nyugdíjba vonult. A Statisztikai Szemlét viszont 1990-ig mint főszerkesztő vezette. Ezen időszak alatt 1983-ban Keleti Károly születésének 150. évfordulója alkalmából a Statisztikai Szemle Keleti-emlékszámot publikált, aminek munkálataiban aktívan részt vett. 1961-ben kezdeményezte a Fényes Elek-emlékérem megalapítását. Mintegy 50 önálló tanulmányt publikált, Részt vett a Statisztikai Lexikon előkészítésében is. 1942–1993 között a Statisztikai Szemlében 68 tanulmánya, ismertetése jelent meg.

## Fontosabb publikációi
- Az 1930. népszámlálás VI. rész. Statisztikai Szemle. 1942. szeptember
- A statisztika fogalma, tárgya és módszere kérdésében a szovjet statisztikusok között folyó vita jelenlegi állása. Statisztikai Szemle. 1954. február.
- Szállítás és hírközlés a Szovjetunióban. Statisztikai Szemle. 1958. április.
- Az 1959. évi szovjet népszámlálás újabb eredményei. Statisztikai Szemle. 1960. május.
- Adalékok a Statisztikai Szemle történetéhez. 1963. augusztus-szeptember.
- Tanulmányok népesedési helyzetünkről. Statisztikai Szemle 1965. március.
- Az első magyar hivatalos statisztikai publikációkról. Statisztikai Szemle. 1966. június.
- Megemlékezés Hunfalvy Jánosról (1820–1888) Statisztikai Szemle. 1966. november.
- A demográfia fő problémái. Statisztikai Szemle. 1969. augusztus-szeptember.
- A demográfiai kutatásokról készített helyzetelemzés és az azzal kapcsolatos állasfoglalás vitája. Statisztikai Szemle. 1982. május.
- Válogatás Keleti Károly műveiből születésének 150. évfordulója alkalmából. (Dányi Dezsővel) Központi Statisztikai Hivatal. Budapest, 1983
- Hagyomány és megújulás. Statisztikai Szemle. 1992. április-május.
- Válogatott bibliográfia a magyar hivatalos statisztikai szolgálat történetének tanulmányozásához. I-II. kötet. (szerkesztette Csahók Istvánnal) KSH Könyvtár és Dokumentációs Szolgálat, Bp., 1992
- Az önálló magyar hivatalos statisztikai szolgálat kronológiája. (Csahók Istvánnal) KSH Könyvtár és Dokumentációs Szolgálat. Budapest, 1994

## Díjai, elismerései
- Munka Érdemrend arany fokozata (1967)[2]
- 1985-ben az MTA Statisztikai Bizottság tagjának választották meg.[3]
- 1987-ben Fényes Elek-emlékérem kitüntetést kapott Nyitrai Ferencnétől, a KSH elnökétől a statisztika továbbfejlesztésében elért kimagasló eredményeiért.[4]